# ۶۷۲ (پیش از میلاد)
۶۷۲ (پیش از میلاد) ۶۷۲مین سال قبل از تقویم میلادی است.